# Ewy Rosqvist

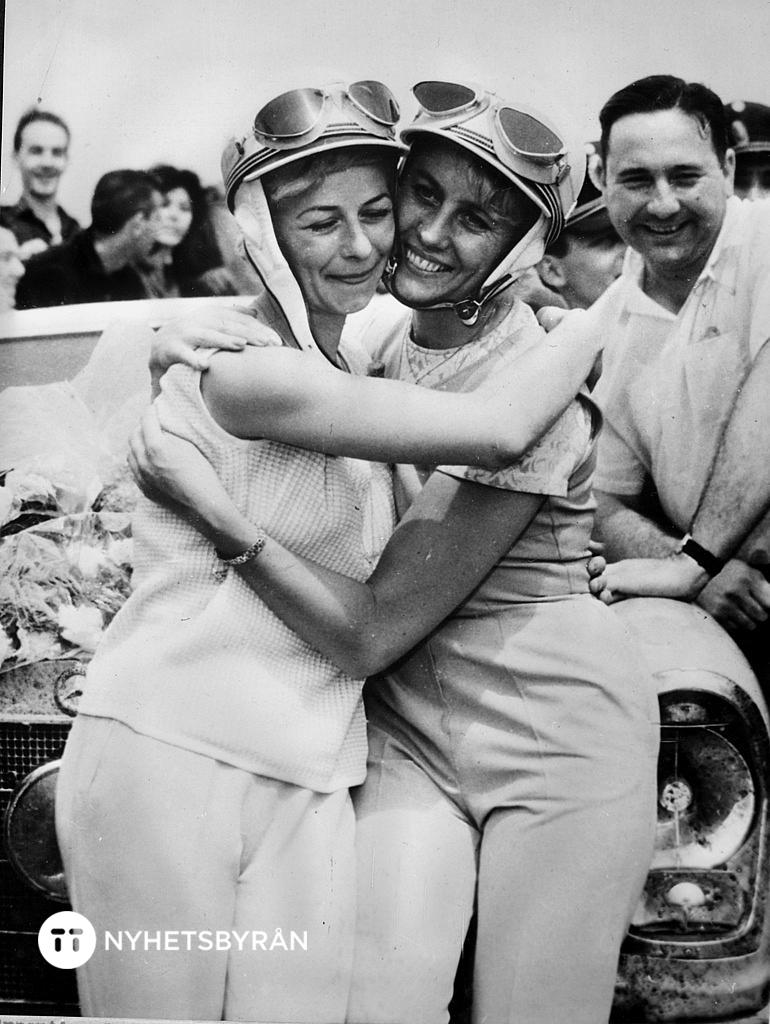
Ursula Wirth und Ewy Rosqvist nach dem Sieg beim Großen Straßenpreis von Argentinien, 1962

Ewy Rosqvist (geb. Jönsson; * 3. August 1929 in Stora Herrestad, Schweden; † 4. Juli 2024) war eine schwedische Rallyefahrerin und Markenbotschafterin von Mercedes-Benz-Classic.

## Leben
Rosqvist stammte aus einer Bauernfamilie. Nach dem Besuch der Volks- und Mittelschule und einer Ausbildung in der Großtierhaltung begann sie ein Studium der Veterinärmedizin und war danach als Veterinär-Assistentin tätig. Als Mitarbeiterin eines Tierarztes betreute sie bis zu 200 Kilometer entfernte Gehöfte. Ihre Eltern kauften ihr für die Bewältigung dieser Strecken einen Mercedes-Benz 170 S.
Innerhalb kurzer Zeit legte sie mit diesem Fahrzeug mehr als 200.000 km zurück und erreichte dabei immer kürzere Fahrzeiten zwischen ihrem Zuhause und den jeweiligen Gehöften. „Nach zwei Jahren fuhr ich bereits so gut, dass ich abends trotz all meiner Unterbrechungen in den Höfen meist anderthalb bis zwei Stunden eher ‚herum‘ war als meine Kolleginnen.“
1954 heiratete sie den Ingenieur und Rallyefahrer Yngve Rosqvist, den sie im selben Jahr zur Svenska Rallyt till Midnattssolen (Rallye Mitternachtssonne) begleitete, wobei sie dort einige Zwischenetappen selbst fuhr. 1956 startete sie als Kopilotin mit Maybrit Clausson bei der Svenska Rallyt till Midnattssolen.
Im Juni 1964 heiratete Ewy Rosqvist in Stuttgart den damaligen Verantwortlichen der Daimler-Benz-Sportabteilung, Alexander von Korff. Nach seinem Tod 1977 lebte sie noch einige Jahre in Stuttgart und zog später nach Stockholm.
Nach Ewy Rosqvist wurde der seit 2012 im Rahmen der Rallye Schweden ausgetragene Ewy Rosqvists Cup benannt.

## Motorsportkarriere

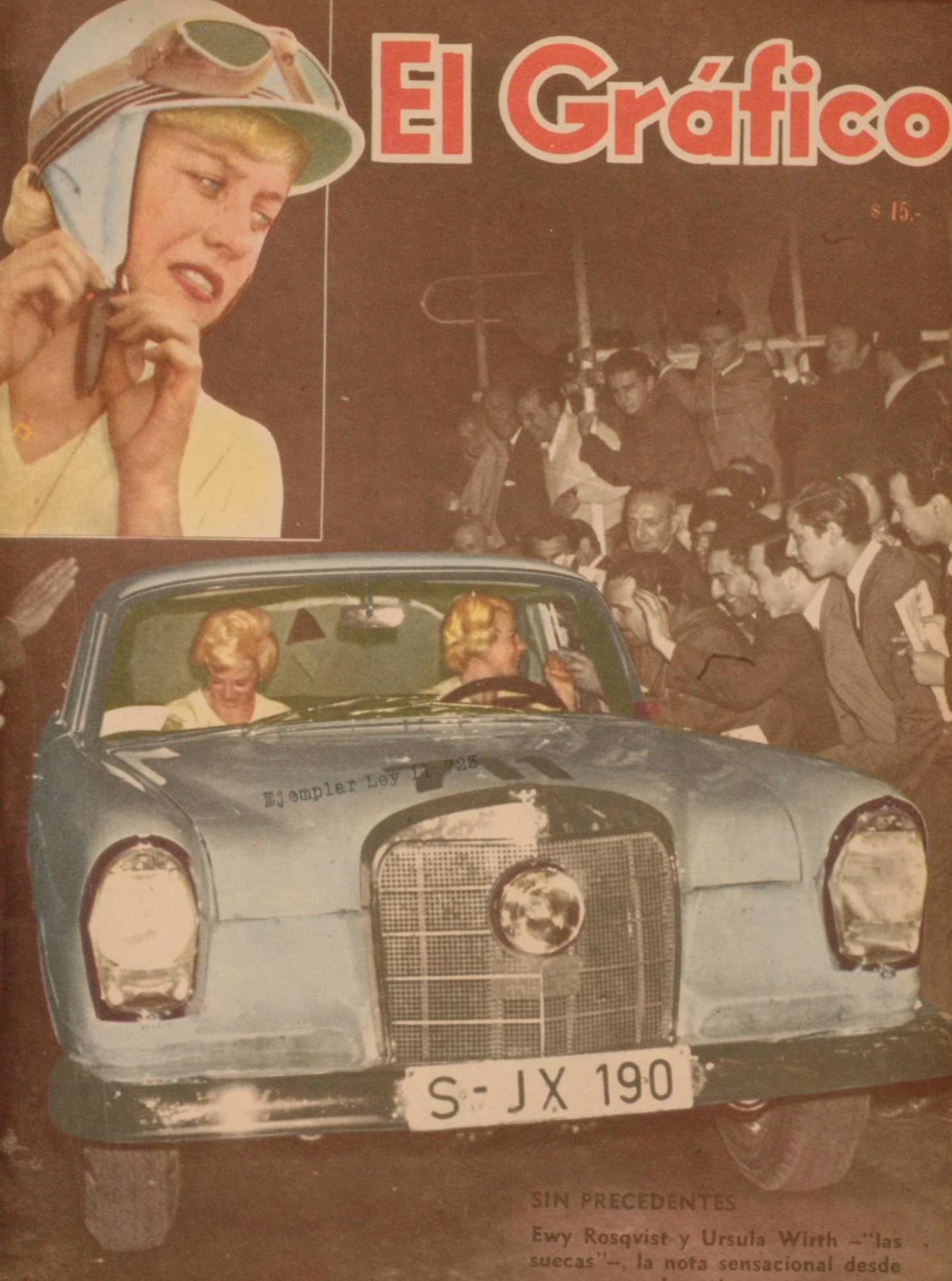
Titelblatt des El Gráfico vom 31. Oktober 1962

Rosqvist gewann auf einem Saab 93 1957 sowie in den folgenden drei Jahren den Damen-Cup der finnischen 1000-Seen-Rallye.
1959 gewann sie vor Pat Moss auf einem Volvo PV544 erstmals den europäischen Rallye-Damen-Cup. 1960 und 1961 gewann sie wiederholt den Rallye-Damen-Cup sowie 1959 und 1961 den Coupe des Dames im internationalen Rallye-Sport.
Ewy Rosqvist stand ab 1960 bei Volvo als Werksfahrerin unter Vertrag und wechselte mit ihrer Beifahrerin Ursula Wirth (1934–2019) ab 1962 in das Mercedes-Benz-Werksteam.
Mit einem Mercedes-Benz 220 SE starteten Rosqvist und Wirth 1962 zur Midnattssolsrallyt und gewannen den Damenpokal. Es folgten im selben Jahr der sechste Platz beim Raid Polski sowie Platz zwölf bei der Rallye Liège–Sofia–Liège.
Am 5. November 1962 gewannen Rosqvist und Wirth auf einem Mercedes-Benz 220 SE – mit drei Stunden Vorsprung auf den Rest des Feldes – den Großen Straßenpreis von Argentinien. Neben dem Gesamtsieg bei dieser Langstrecken-Rallye gelang es Rosqvist, die Durchschnittsgeschwindigkeit gegenüber dem Sieger des Vorjahres von 121,234 km/h auf 126,872 km/h zu erhöhen. Es war das erste Mal, dass zwei Frauen eine der weltweit härtesten Langstreckenrallyes gewannen.
1963 erreichte sie den 16. Platz der Rallye Monte Carlo und gewann dort den Damenpokal. Im selben Jahr wurde sie Zwölfte bei der Internationalen Acropolis Rally, Siegerin der 2500-cm³-Klasse des 6-Stunden-Rennens auf dem Nürburgring sowie auf einem Mercedes-Benz 300 SE Drittplatzierte beim Großen Straßenpreis von Argentinien.
1964 wurde Rosqvist zusammen mit Eva Maria Falk Beste in der 2500-cm³-Klasse der Rallye Monte Carlo, Fünfte bei der Internationalen Rallye Akropolis und Dritte bei der Rallye Spa–Sofia–Lüttich.
Ihre Motorsportkarriere beendete Rosqvist 1964 als Drittplatzierte beim Großen Straßenpreis von Argentinien.